# Contacto visual

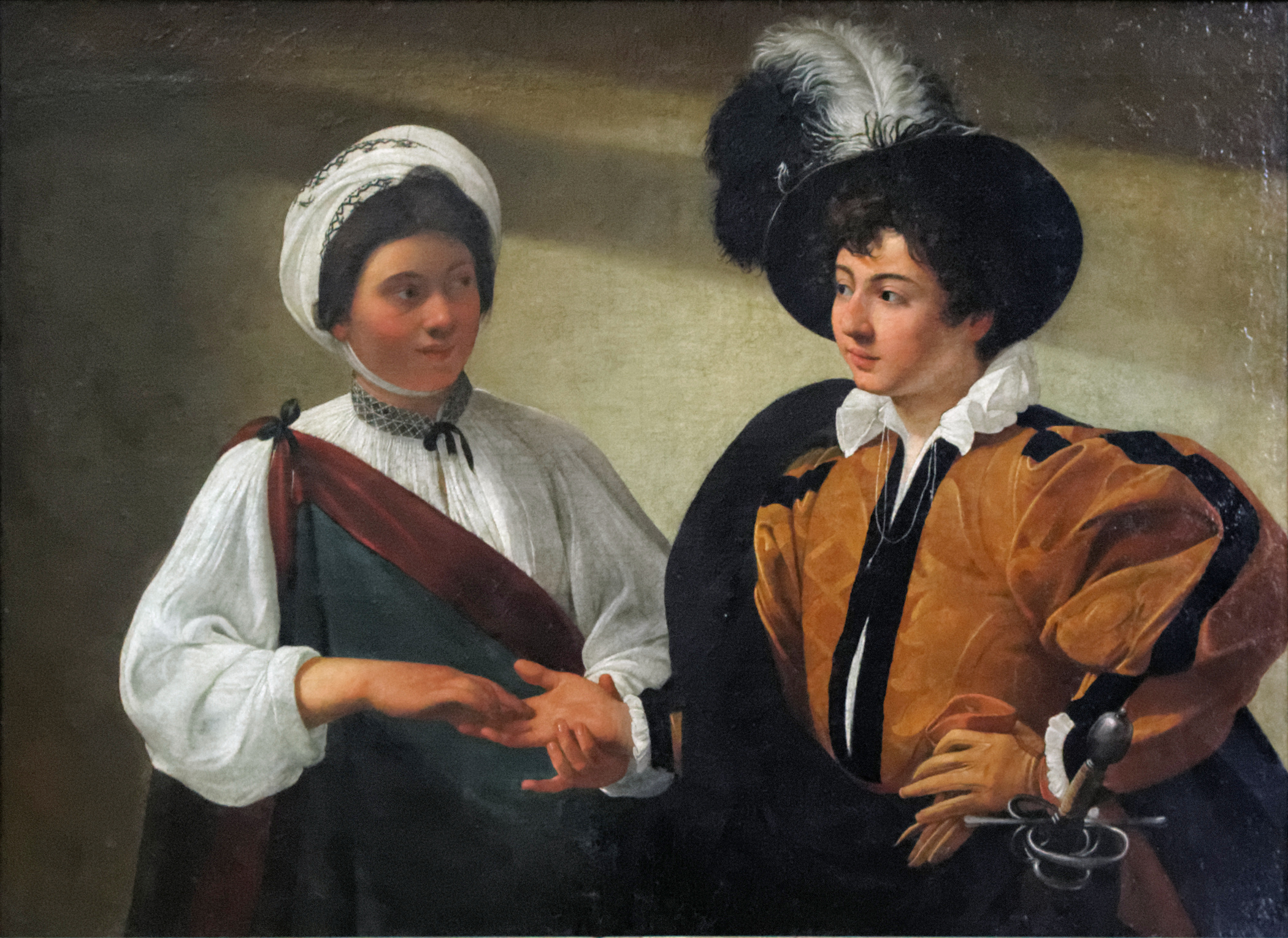
Dos personajes haciendo contacto visual en The Fortune Teller de Caravaggio.

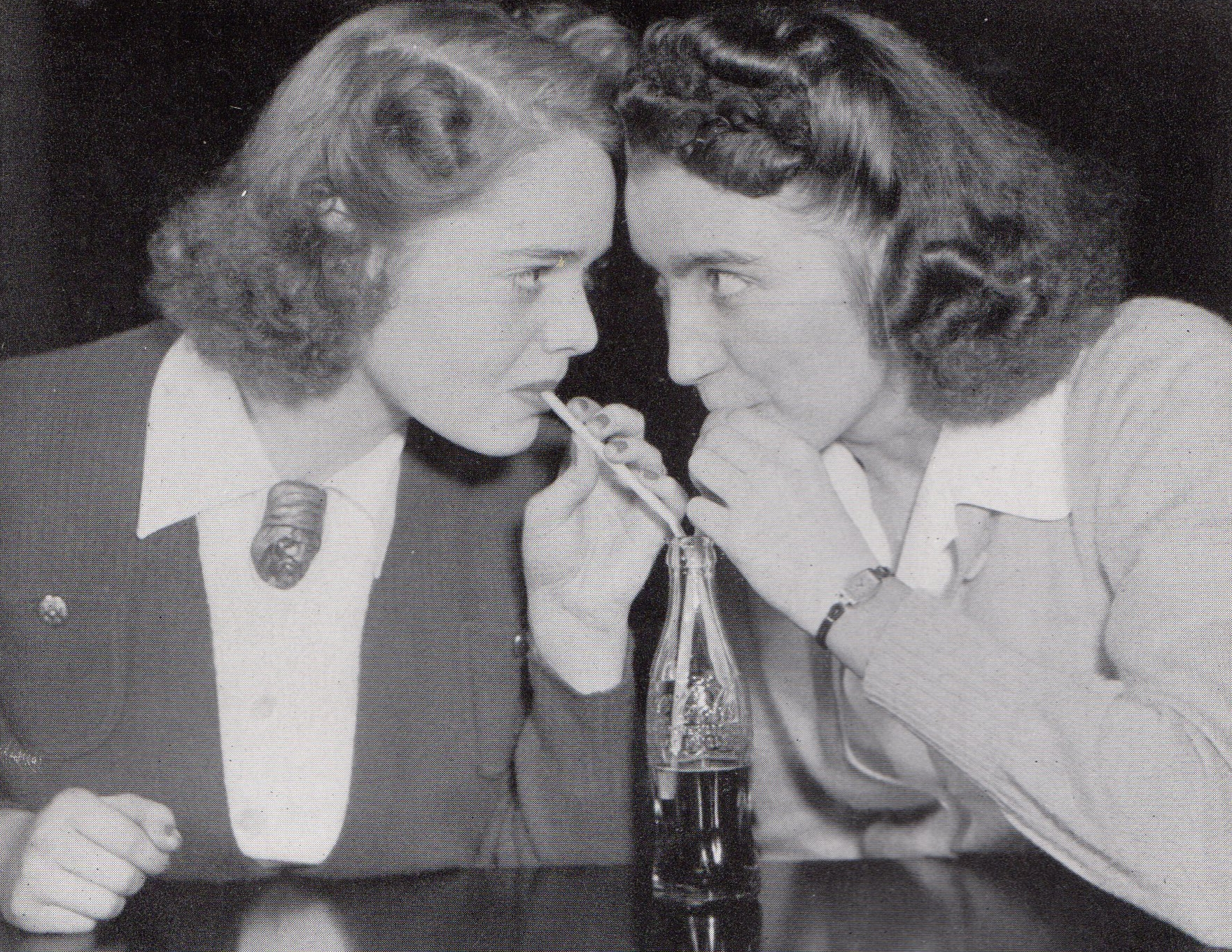
Dos mujeres mirándose a los ojos.

El contacto visual es la situación que ocurre cuando dos animales se miran el uno al otro a los ojos al mismo tiempo.
En los seres humanos, el contacto visual es una forma de comunicación no verbal y se cree que tiene una gran influencia en el comportamiento social. Acuñado entre principios y mediados de la década de 1960, el término vino de Occidente para definir a menudo el acto como un signo significativo e importante de confianza, respeto y comunicación social. Las costumbres y la importancia del contacto visual varían de una sociedad a otra, y las diferencias religiosas y culturas a menudo alteran mucho su significado.
En muchas especies, el contacto visual es con frecuencia percibido como una amenaza.
El estudio del contacto visual a veces se conoce como oculesics.

## Significados sociales
El contacto visual y las expresiones faciales proporcionan información social y emocional importante. Las personas, predominantemente sin estar consciente de ello, examinan mutuamente sus ojos y caras en busca de signos positivos o negativos sobre su estado de ánimo.
En algunos contextos, la confluencia de miradas suscitan fuertes emociones. El contacto visual proporciona algunas de las emociones más fuertes durante una conversación social. Esto se debe principalmente a que proporciona detalles sobre las emociones y las intenciones. En un grupo, si el contacto visual no incluye a cierta persona, puede hacer que esa persona se sienta excluida del grupo, mientras que, por otro lado, el contacto visual prolongado puede decirle a alguien que están interesados en lo que tiene que decir.
El contacto visual también es un elemento importante en el coqueteo, donde puede servir para establecer y medir el interés del otro en algunas situaciones. El contacto visual mutuo que señala la atracción inicialmente comienza como una breve mirada y progresa a una repetición de contactos visuales.

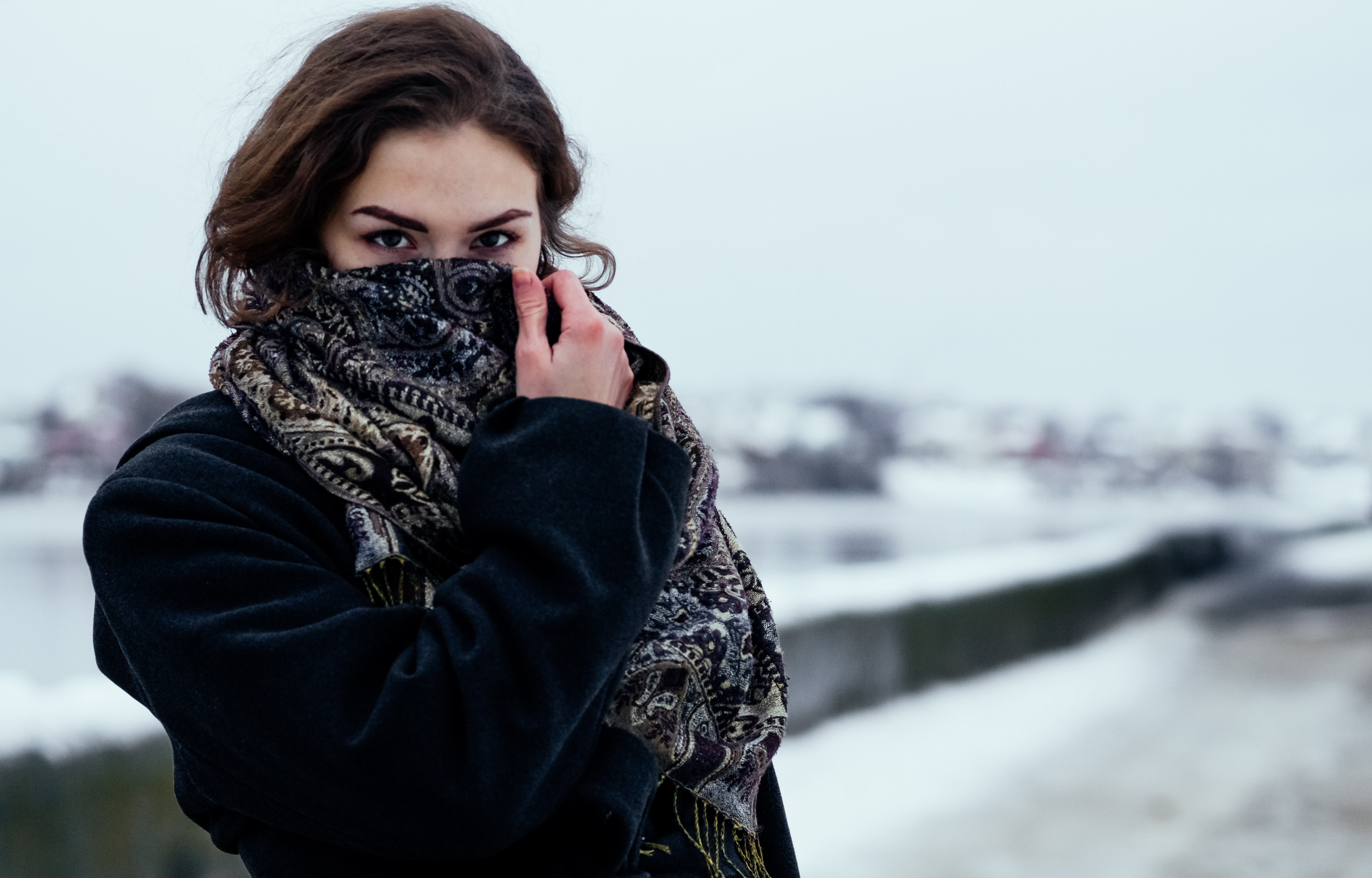
El contacto visual alentado por la reducción del rostro visible para mostrar solo los ojos. Ya sea para coquetear (con la cámara) o para tolerar que se tome una imagen manteniéndose en el anonimato mientras mira a la contraparte.

En el proceso de desatención civil, los extraños en las proximidades, como una multitud, evitan el contacto visual para ayudar a mantener su privacidad.

## Efectos
Cuando dos o más personas hablan, la persona que habla está acostumbrada a que la miren. Por lo tanto, hacer contacto visual puede hacer que otras personas esperen una conversación. Discutir el contacto visual es realmente bastante difícil porque cualquier intento de categorizar el grado (de contacto sostenido o medida de la franqueza) y la naturaleza del contacto visual está casi garantizado que contiene muchos descriptores derivados de la propia predisposición cultural.

### Crianza humana
Un estudio de 1985 sugirió que "los bebés de 3 meses son relativamente insensibles a ser objeto de la consideración visual de otros". Un estudio canadiense de 1996 con bebés de 3 a 6 meses encontró que la sonrisa en los bebés disminuía cuando se eliminaba el contacto visual con los adultos. Un estudio británico reciente en el Journal of Cognitive Neuroscience encontró que el reconocimiento facial por parte de los bebés se ve facilitado por la mirada directa. Otra investigación reciente ha confirmado que la mirada directa de los adultos influye en la mirada directa de los bebés. Dentro de su primer año, los bebés aprenden rápidamente que la mirada de otros transmite información significativa. Los bebés prefieren mirar las caras que los involucran en la mirada mutua y que, desde una edad temprana, los bebés sanos muestran un procesamiento neuronal mejorado de la mirada directa.

### Comunicando atención
La dirección de la mirada de una persona puede indicar a los demás dónde está su atención.

### Facilitando el aprendizaje
En la década de 2000, los estudios sugieren que el contacto visual tiene un impacto positivo en la retención y el recuerdo de la información y puede promover un aprendizaje más eficiente.

### Sensibilidad materna
En un estudio de 2001 realizado en Alemania que examinó a los bebés alemanes durante sus primeras 12 semanas de vida, los investigadores estudiaron la relación entre el contacto visual, la sensibilidad materna y el llanto infantil para intentar determinar si el contacto visual y la sensibilidad materna eran estables en el tiempo. En este estudio correlacional, comenzaron categorizando la sensibilidad de la madre y las ubicaron en una de las cuatro categorías de comportamiento: comportamiento inhibido/intenso; distorsión de las señales infantiles; sobreestimulación y subestimulación; y comportamiento agresivo. Luego, el observador grabó en video las interacciones de juego libre de la madre y el bebé semanalmente durante 12 semanas. Al mirar los videos, midieron el contacto visual mutuo entre la madre y el bebé al observar la superposición en el tiempo cuando las madres miraban la cara de su bebé y cuando los bebés miraban la cara de su madre. También se pidió a las madres que registraran el llanto de su bebé en un diario.
El estudio encontró que la cantidad de contacto visual entre las madres alemanas y los bebés del estudio aumentó continuamente durante las primeras 12 semanas. La madre que mantuvo contacto visual con su hijo desde el principio (semana 1-4) fue descrita como sensible a su bebé, mientras que si no mantuvo contacto visual, su comportamiento se describió como insensible. También encontraron una relación negativa entre el contacto visual y la duración del llanto de los bebés:; A medida que aumenta el contacto visual, disminuye el llanto. La sensibilidad materna también se mostró estable en el tiempo. Según el estudio, estos hallazgos pueden basarse potencialmente en el supuesto de que las madres sensibles son más propensas a notar los problemas de comportamiento de sus hijos que las madres no sensibles.

## Dificultad
Algunas personas encuentran difícil el contacto visual con otras. Por ejemplo, aquellos con trastornos autistas o ansiedades sociales pueden encontrar el contacto visual particularmente inquietante.
El estrabismo, especialmente la esoforia o exoforia, interfiere con el contacto visual normal, así como puede dificultar la interacción social: una persona cuyos ojos no están alineados generalmente hace contacto visual completo con un solo ojo, mientras que la orientación del otro ojo se desvía ligeramente o más.

### Aversión ocular y procesamiento mental
En un estudio realizado por psicólogos británicos de la Universidad de Stirling con 20 niños británicos de cinco años de edad, los investigadores concluyeron que estos niños: los que evitan el contacto visual mientras consideran sus respuestas a las preguntas realizadas tienen más probabilidades de responda correctamente que los niños que mantienen contacto visual. Mientras que los humanos obtienen información útil al mirar a la cara cuando escuchan a alguien, el proceso de mirar rostros es mentalmente exigente y requiere procesamiento. Por lo tanto, puede ser inútil mirar un rostro cuando se trata de concentrarse y procesar algo más que es mentalmente exigente. De forma distinta, Doherty-Sneddon sugiere que una mirada fija (stare o staring) en blanco indica una falta de comprensión. 

## Diferencias culturales

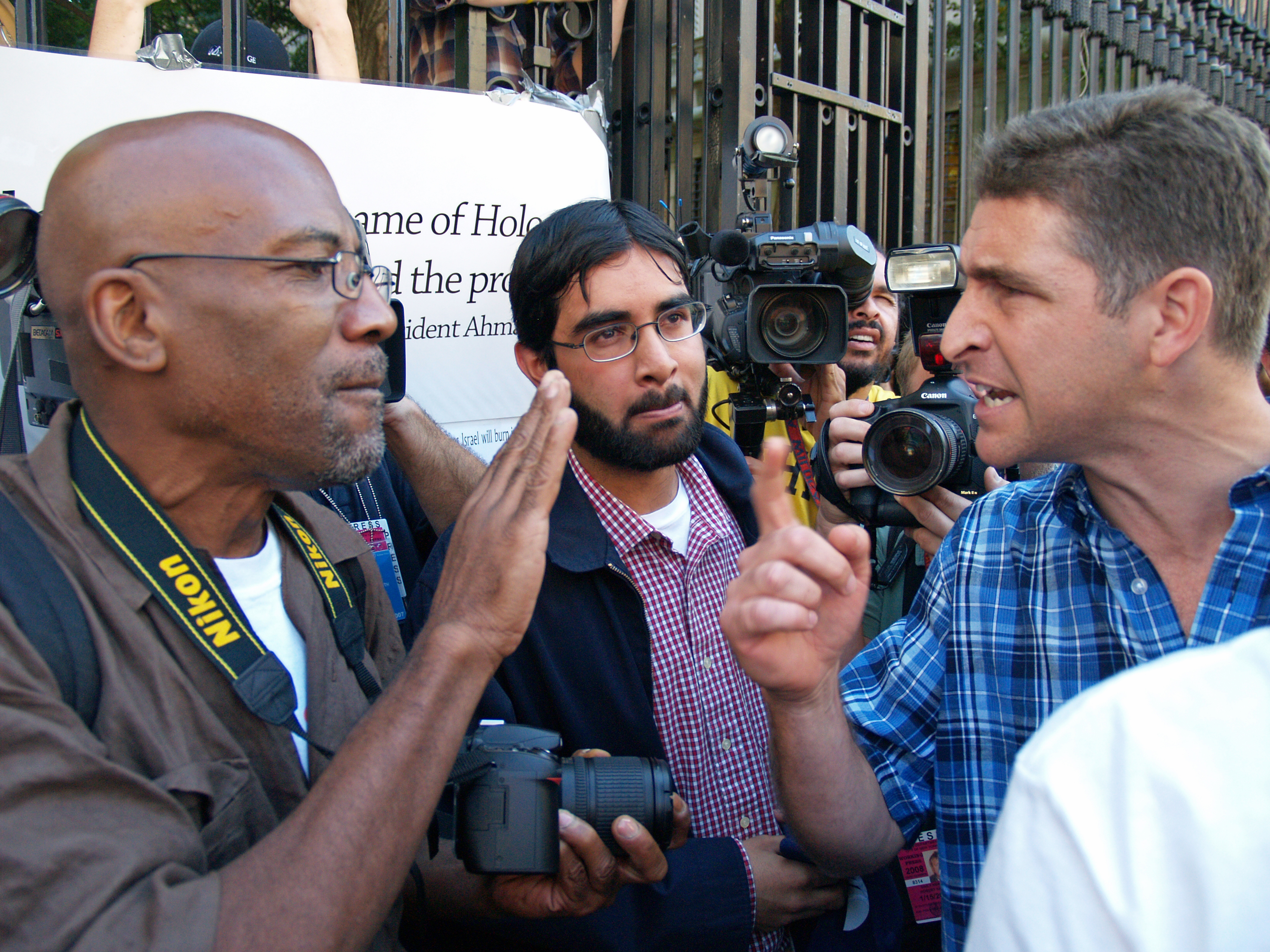
Dos hombres mirándose a los ojos durante una discusión política.

En muchas culturas, como en el este de Asia y Nigeria, es respetuoso no mirar a la persona dominante a los ojos, pero en la cultura occidental esto se puede interpretar como "de ojos inquietos", y la persona se juzga mal porque "no me miraba a los ojos"; referencias tales como "ojos inquietos" pueden referirse a sospechas con respecto a las intenciones o pensamientos no revelados de una persona. Sin embargo, la búsqueda de un contacto visual constante e ininterrumpido por parte del otro participante en una conversación a menudo se puede considerar arrogante o perturbador por muchos, incluso en las culturas occidentales, posiblemente en un nivel instintivo o subconsciente. 
Los musulmanes piadosos aspiran a bajar la mirada y mirarse sin objetivación sexual. A los niños japoneses se les enseña en la escuela a dirigir su mirada hacia la región de manzana de Adán o nudo de corbata. Como adultos, los japoneses bajan los ojos cuando hablan con un superior como gesto de respeto.
Algunos órganos de procedimiento parlamentario prohíben el contacto visual entre los miembros cuando hablan.

## Descripción clínica
Para fines de evaluación clínica en la práctica de la psiquiatría y la psicología clínica, como parte de un examen del estado mental, se puede describir el inicio, la frecuencia y la calidad del contacto visual. Por ejemplo, el médico puede observar si el paciente inicia, responde, mantiene o evade el contacto visual. El médico también puede observar si el contacto visual es inusualmente intenso o en blanco, o si el paciente observa de forma penetrante, mira hacia abajo o mira a otro lado con frecuencia.

## Entre especies

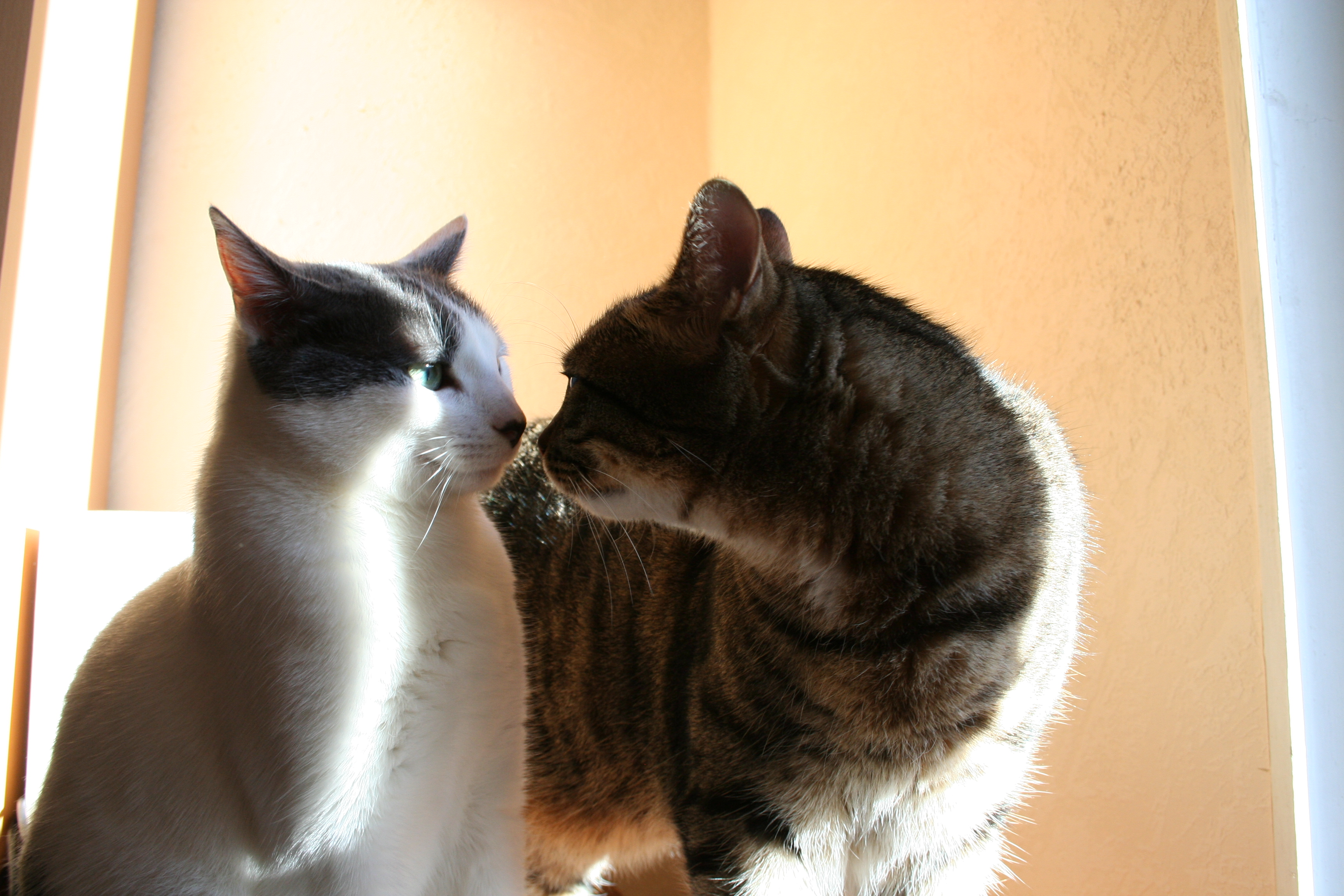
Contacto visual entre gatos domésticos.

El contacto visual también puede ser un factor importante en las interacciones entre animales no humanos y entre humanos y animales no humanos. 
Los animales de muchas especies, incluidos los perros, a menudo perciben el contacto visual como una amenaza. Muchos programas para prevenir las mordeduras de perro recomiendan evitar el contacto visual directo con un perro desconocido. Según un informe publicado en The New Zealand Medical Journal, mantener el contacto visual es una razón por la cual los niños pequeños pueden ser más propensos a ser víctimas de ataques de perros.
Por otro lado, el contacto visual prolongado entre un perro y su dueño modula la secreción de oxitocina, un neuromodulador conocido por su papel en el vínculo materno-infantil.
Se recomienda comúnmente a los excursionistas que eviten el contacto visual directo si han sorprendido a un oso, ya que el oso puede interpretar el contacto visual como una amenaza, aunque algunas fuentes sugieren mantener el contacto visual.
Entre los primates, el contacto visual se considera especialmente agresivo, y mirarlos en un zoológico puede inducir un comportamiento agitado. Los chimpancés usan el contacto visual para manifestar una próxima agresión en encuentros hostiles. La investigación de seguimiento ocular muestra que los chimpancés son más propensos a mirar la boca, mientras que los bonobos son más propensos a mirar a los ojos; el contacto visual es menor entre los primates socialmente desfavorecidos. Se cree que un incidente de 2007 en el zoológico de Róterdam está relacionado con el contacto visual: Bokito, el gorila, escapó de su exhibición e hirió a una mujer que lo había visitado varias veces y aparentemente a menudo mantenía contacto visual prolongado. Más tarde, los visitantes recibieron gafas especiales que ayudaron a que no el gorilla no percibiera las miradas.